# Jeff Meckstroth
Jeff Meckstroth (ur. 15 maja 1956 w Reynoldsburgu) – amerykański brydżysta, World Grand Master (WBF).
Jeff Meckstroth jest jedną z 10 osób, które zdobyły potrójną koronę brydżową w kategorii otwartej:
- w roku 1981 zwyciężył (z drużyną USA) w Bermuda Bowl;
- w roku 1988 zwyciężył (z drużyną USA) na Olimpiadzie brydżowej;
- w roku 1986 zwyciężył (razem z Erikiem Rodwellem) w mistrzostwach świata par.

## Wyniki brydżowe

### Olimpiady
Na olimpiadach uzyskał następujące rezultaty:
| Olimpiady Brydżowe. Zawody teamów | Olimpiady Brydżowe. Zawody teamów | Olimpiady Brydżowe. Zawody teamów   | Olimpiady Brydżowe. Zawody teamów | Olimpiady Brydżowe. Zawody teamów | Olimpiady Brydżowe. Zawody teamów |
| Rok                               | Miejsce                           | Zawody                              | Kategoria                         | Drużyna                           | Pozycja                           |
| --------------------------------- | --------------------------------- | ----------------------------------- | --------------------------------- | --------------------------------- | --------------------------------- |
| 2012                              | Lille                             | 2. Olimpiada Sportów Umysłowych     | Open                              | USA                               | 5                                 |
| 2008                              | Pekin                             | 1 Olimpiada Sportów Umysłowych      | Open                              | USA                               | 9                                 |
| 2000                              | Lozanna                           | 3 Mistrzostwa o Wielką Nagrodę MKOL | Open                              | USA                               | 3                                 |
| 1998                              | Lozanna                           | 1 Mistrzostwa o Wielką Nagrodę MKOL | Open                              | USA                               | 3                                 |
| 1992                              | Salsomaggiore                     | 9 Olimpiada Teamów                  | Open                              | USA                               | 2                                 |
| 1988                              | Wenecja                           | 8 Olimpiada Teamów                  | Open                              | USA                               | 1                                 |

### Zawody światowe
W światowych zawodach zdobył następujące lokaty:
| Mistrzostwa Świata. Konkurencja teamów | Mistrzostwa Świata. Konkurencja teamów | Mistrzostwa Świata. Konkurencja teamów  | Mistrzostwa Świata. Konkurencja teamów | Mistrzostwa Świata. Konkurencja teamów | Mistrzostwa Świata. Konkurencja teamów |
| Rok                                    | Miejsce                                | Zawody                                  | Kategoria                              | Drużyna                                | Pozycja                                |
| -------------------------------------- | -------------------------------------- | --------------------------------------- | -------------------------------------- | -------------------------------------- | -------------------------------------- |
| 2014                                   | Sanya                                  | 14. Seria Mistrzostw Świata             | Miksty                                 | Rivers                                 | 9                                      |
| 2014                                   | Sanya                                  | 14. Seria Mistrzostw Świata             | Open                                   | Nickell                                | 9                                      |
| 2011                                   | Veldhoven                              | 40. Mistrzostwa Świata Teamów           | Trans                                  | Angelini                               | 5                                      |
| 2010                                   | Filadelfia                             | 13 Seria Mistrzostw Świata              | Open                                   | Nickell                                | 2                                      |
| 2009                                   | São Paulo                              | 39 Mistrzostwa Świata Teamów            | Open                                   | USA 2                                  | 1                                      |
| 2007                                   | Szanghaj                               | 38 Mistrzostwa Świata Teamów            | Open                                   | USA 2                                  | 11                                     |
| 2006                                   | Werona                                 | 12 Mistrzostwa Świata                   | Open                                   | Nickell                                | 5                                      |
| 2005                                   | Estoril                                | 37 Mistrzostwa Świata Teamów            | Open                                   | USA 1                                  | 2                                      |
| 2003                                   | Monte Carlo                            | 36 Mistrzostwa Świata Teamów            | Open                                   | USA 1                                  | 1                                      |
| 2002                                   | Montreal                               | 11 Mistrzostwa Świata                   | Open                                   | Nickell                                | 9                                      |
| 2001                                   | Paryż                                  | 35 Mistrzostwa Świata Teamów            | Open                                   | USA 1                                  | 5                                      |
| 2000                                   | Southampton                            | 34 Mistrzostwa Świata Teamów            | Open                                   | USA 1                                  | 1                                      |
| 1998                                   | Lille                                  | 10 Mistrzostwa Świata                   | Open                                   | Walvick                                | 17                                     |
| 1997                                   | Hammamet                               | 33 Mistrzostwa Świata Teamów            | Open                                   | USA 2                                  | 2                                      |
| 1996                                   | Rodos                                  | 1. Mistrzostwa Świata Teamów Mikstowych | Miksty                                 | Rosenkranz                             | 8                                      |
| 1995                                   | Pekin                                  | 32 Mistrzostwa Świata Teamów            | Open                                   | USA 2                                  | 1                                      |
| 1994                                   | Albuquerque                            | 9 Mistrzostwa Świata                    | Open                                   | Freeman                                | 33                                     |
| 1991                                   | Jokohama                               | 30. Mistrzostwa Świata Teamów           | Open                                   | USA 1                                  | 5                                      |
| 1990                                   | Genewa                                 | 8 Mistrzostwa Świata                    | Open                                   | Mahaffey                               | 17                                     |
| 1986                                   | Miami Beach                            | 7. Mistrzostwa Świata                   | Open                                   | Becker                                 | 5                                      |
| 1983                                   | Sztokholm                              | 26 Mistrzostwa Świata Teamów            | Open                                   | USA 2                                  | 4                                      |
| 1982                                   | Biarritz                               | 6 Mistrzostwa Świata                    | Open                                   | Russell                                | 15                                     |
| 1981                                   | Nowy Jork                              | 25. Mistrzostwa Świata Teamów           | Open                                   | USA                                    | 1                                      |

| Mistrzostwa Świata. Konkurencja par | Mistrzostwa Świata. Konkurencja par | Mistrzostwa Świata. Konkurencja par | Mistrzostwa Świata. Konkurencja par | Mistrzostwa Świata. Konkurencja par | Mistrzostwa Świata. Konkurencja par |
| Rok                                 | Miejsce                             | Zawody                              | Kategoria                           | Partner                             | Pozycja                             |
| ----------------------------------- | ----------------------------------- | ----------------------------------- | ----------------------------------- | ----------------------------------- | ----------------------------------- |
| 2014                                | Sanya                               | 14. Seria Mistrzostw Świata         | Open                                | Eric Rodwell                        | 14                                  |
| 2010                                | Filadelfia                          | 13 Mistrzostwa Świata               | Open                                | Perry Johnson                       | 23                                  |
| 2010                                | Filadelfia                          | 13 Mistrzostwa Świata               | Miksty                              | Sally Meckstroth                    | 208                                 |
| 2006                                | Werona                              | 12. Mistrzostwa Świata              | Open                                | Perry Johnson                       | 20                                  |
| 2006                                | Werona                              | 12 Mistrzostwa Świata               | Miksty                              | Janice Seamon-Molson                | 426                                 |
| 2002                                | Montreal                            | 11 Mistrzostwa Świata               | Miksty                              | Rebecca Rogers                      | 1                                   |
| 2002                                | Montreal                            | 11 Mistrzostwa Świata               | Open                                | Perry Johnson                       | 19                                  |
| 1998                                | Lille                               | 10 Mistrzostwa Świata               | Open                                | Perry Johnson                       | 8                                   |
| 1998                                | Lille                               | 10 Mistrzostwa Świata               | Miksty                              | John Chambers                       | 135                                 |
| 1986                                | Miami Beach                         | 7. Mistrzostwa Świata               | Open                                | Eric Rodwell                        | 1                                   |
| 1982                                | Biarritz                            | 6. Mistrzostwa Świata               | Miksty                              | Gail Moss                           | 17                                  |
| 1982                                | Biarritz                            | 2 Mistrzostwa Świata                | Open                                | Eric Rodwell                        | 6                                   |

### Zawody europejskie
W europejskich zawodach zdobył następujące lokaty:
| Zawody europejskie. Konkurencja teamów | Zawody europejskie. Konkurencja teamów | Zawody europejskie. Konkurencja teamów | Zawody europejskie. Konkurencja teamów | Zawody europejskie. Konkurencja teamów | Zawody europejskie. Konkurencja teamów |
| Rok                                    | Miejsce                                | Zawody                                 | Kategoria                              | Drużyna                                | Pozycja                                |
| -------------------------------------- | -------------------------------------- | -------------------------------------- | -------------------------------------- | -------------------------------------- | -------------------------------------- |
| 2013                                   | Ostenda                                | 6. Otwarte Mistrzostwa Europy          | Open                                   | Mahaffey                               | 9                                      |
| 2009                                   | San Remo                               | 4. Otwarte Mistrzostwa Europy          | Open                                   | O’Rourke                               | 17                                     |
| 2005                                   | Teneryfa                               | 2. Otwarte Mistrzostwa Europy          | Open                                   | O’Rourke                               | 52                                     |
| 2005                                   | Teneryfa                               | 2. Otwarte Mistrzostwa Europy          | Miksty                                 | O’Rourke                               | 17                                     |
| 2003                                   | Mentona                                | 1. Otwarte Mistrzostwa Europy          | Open                                   | Angel1-Bov                             | 71                                     |
| 2003                                   | Mentona                                | 1. Otwarte Mistrzostwa Europy          | Miksty                                 | O’Rourke                               | 5                                      |

| Zawody europejskie. Konkurencja par | Zawody europejskie. Konkurencja par | Zawody europejskie. Konkurencja par | Zawody europejskie. Konkurencja par | Zawody europejskie. Konkurencja par | Zawody europejskie. Konkurencja par |
| Rok                                 | Miejsce                             | Zawody                              | Kategoria                           | Partner                             | Pozycja                             |
| ----------------------------------- | ----------------------------------- | ----------------------------------- | ----------------------------------- | ----------------------------------- | ----------------------------------- |
| 2005                                | Teneryfa                            | 2. Otwarte Mistrzostwa Europy       | Open                                | Eric Rodwell                        | 24                                  |
| 2005                                | Teneryfa                            | 2. Otwarte Mistrzostwa Europy       | Mikst                               | Judi Radin                          | 16                                  |
| 2003                                | Mentona                             | 1. Otwarte Mistrzostwa Europy       | Mikst                               | Rebecca Rogers                      | 21                                  |
| 2003                                | Mentona                             | 1. Otwarte Mistrzostwa Europy       | Open                                | Eric Rodwell                        | 1                                   |

## Klasyfikacja
- Jeff Meckstroth – klasyfikacja WBF (ang.)